# Валентајн Деми
Валентајн Деми (енглески изговор, енгл. Valentine Demy), или Валентине Деми (италијански изговор), рођена као Мариза Пара (итал. Marisa Parra), 24. јануара 1963. године у Пизи, италијанска је мејнстрим и порнографска глумица.

## Каријера
Демијева је почела своју филмску каријеру у касним 1980-им годинама, појављујући се често у главним улогама у филмовима неколико жанрова, али углавном еротског. Такве филмове, између осталих, режирали су Тинто Брас (Tinto Brass) и Џо Д’Амато (Joe D’Amato). Средином 1990-их пребацује се на порнографске филмове. Била је чак и шампион у боди-билдингу.
Њено уметничко име је инспирисано јунакињом истоименог стрипа аутора Гвида Крепакса (итал. Guido Crepax).

## Филмографија (делимична)
као глумица
-{
- 1988: Intrigo d’amore
- 1988: Femmine
- 1988: Snack Bar Budapest[7][8]
- 1988: Undici giorni, undici notti / 11 days 11 Nights, Part 5: Amore Sporco/ Dirty Love[9]
- 1988: Amore sporco / Dirty Love[9]
- 1988: Un sapore di paura
- 1989: Abatjour 2
- 1989: Guendalina
- 1989: L’ultima emozione
- 1989: Rose Bluelight
- 1989: Casa di piacere
- 1989: Undici giorni, undici notti / 11 days 11 Nights, Part 3: Pomeriggio caldo / The Final Chapter (Connie)[10]
- 1989: Io Gilda
- 1989: Intimo
- 1990: Mai rosszmájúság / Malizia oggi[11]
- 1990: Il sofà
- 1990: Hard Car — Desiderio sfrenato del piacere
- 1990: Sapore di donna
- 1991: Lolita per sempre
- 1991: Paprika
- 1991: Classe di ferro', Il figlio del reggimento
- 1991: Abbronzatissimi
- 1992: Valentina Valentina
- 1993: Le occasioni di una signora per bene
- 1996: The Erotic Adventures of Zorro
- 1997: Francesca: Sinfonia anale
- 1997: Il sequestro — Sindrome di Stoccolma
- 1998: Nirvana l
- 1998: La puttana dello spazio
- 2002: Suor ubalda 1
- 2004: Suor ubalda 2
- 2004: Cara maestra (Моја драга учитељица)
- 2005: My Friends…
- 2007: Scatti & ricatti
- 2008: Io ti assolvo
- 2008: Private Specials 4: Italian Mamas
- 2009: Rosetten in Ketten

}-
као продуцент
-{
- 2010: Tutte le donne di Valentine

}-